# A Doll's House (1918)
A Doll's House is een Amerikaanse dramafilm uit 1918 onder regie van Maurice Tourneur. Het scenario is losjes gebaseerd op het toneelstuk Een poppenhuis (1879) van de Noorse auteur Henrik Ibsen. De film is wellicht zoekgeraakt.

## Verhaal
Nora Helmar vervalst de handtekening van haar vader om geld te kunnen lenen voor een kuur voor haar zieke man Thorvald. Na zijn genezing gaat hij aan de slag als directeur van de bank van haar schuldeiser Krogstadt. Wanneer Krogstadt wordt ontslagen voor malafide praktijken, onthult hij het geheim van Nora in een brief.

## Rolverdeling
| Acteur             | Personage       |
| ------------------ | --------------- |
| Elsie Ferguson     | Nora Helmar     |
| Holmes Herbert     | Thorvald Helmar |
| Alex Shannon       | Krogstadt       |
| Ethel Grey Terry   | Mevrouw Linden  |
| Warren Cook        | Dokter Rank     |
| Zelda Crosby       | Ellen           |
| Mrs. R.S. Anderson | Anna            |
| Ivy Ward           | Kind            |
| Tula Belle         | Kind            |
| Douglas Redmond    | Kind            |
| Charles Crompton   | Kind            |